# Елизаветинка (Мордовия)
Елизаветинка — село в Большеберезниковском районе Мордовии. Административный центр Елизаветинского сельского поселения.

## География
Находится на реке Малой Кше, в 9 км от районного центра и 20 км от железнодорожной станции Чамзинка.

## Название
Название-антропоним: от имени Елизавета (дочь генерал-майора Нейбушева).

## История
В «Списке населённых мест Симбирской губернии» (1863) Елизаветинка — деревня владельческая из 61 двора (411 чел.) Карсунского уезда.
В 1913 году в селе проживали 620 чел. В конце XIX — начале XX века в Елизаветинке был развит поделочно-столярный промысел — производство гребней.
В 1930-е гг. был создан колхоз им. Ленина, с 1997 г. — СХПК.

## Инфраструктура
Библиотека, Дом культуры, медпункт, магазин.

## Население
| 2002 | 2010 |
| ---- | ---- |
| 314  | ↘272 |

## Достопримечательности
- Памятник-обелиск воинам, погибшим в годы Великой Отечественной войны.

## Источник
- Энциклопедия Мордовия, Н. Н. Щемерова.